# Igre mladeži Alpe-Jadran
Igre mladeži Alpe-Jadran su međunarodno natjecanje koje je nastalo radi uspostavljanja trajne i čvrste veze mladeži RZ Alpe-Jadran i sportskih saveza koji djeluju na tom području.
Prve igre mladeži Alpe-Jadran održane su u talijanskom Venetu 1982. godine. Svake godine izmjenjuje se program ljetnih i zimskih igara. Na ljetnim igrama sportaši se natječu u: atletici (M i Ž), plivanju (M i Ž), košarci (M) i odbojci (Ž); dok se na zimskim igrama sportaši natječu u alpskom skijanju (M i Ž), skijaškom trčanju (M i Ž), hokeju na ledu (M) i stolnom tenisu (M i Ž).
Hrvatski mladi sportaši na ovom natjecanju sudjeluju od prvih igara.

## Do sada održane Igre

### Ljetne
- 1986. Pula
- 1988. Trentino-Alto Adige
- 1990. Alta Austria, Linz
- 1992. Contee Ungheresi
- 1994. Baviera
- 1996. Somogy e Barania
- 1998. Veneto
- 2000. Friuli
- 2002. Piran, Izola, Kopar
- 2004. Rijeka
- 2006. Kaposvár

### Zimske
- 1982. Veneto
- 1985. Carinzia
- 1987. Friuli
- 1989. Kranjska Gora
- 1991. Carinzia
- 1993. Lombardia
- 1995. Ticino
- 1997. Stiria
- 1999. Trento-Alto Adige
- 2001. Gornja Austrija
- 2003. Klagenfurt
- 2005. Ticino
- 2007. Hinterstoder